# クレヨンしんちゃん 伝説を呼ぶ 踊れ!アミーゴ!
『クレヨンしんちゃん 伝説を呼ぶ 踊れ!アミーゴ!』（クレヨンしんちゃん でんせつをよぶ おどれ アミーゴ）は、2006年4月15日に公開された『クレヨンしんちゃん』の劇場映画シリーズ14作目。上映時間は96分。興行収入は約14億円。

## 概要
本物の人間がコンニャクローン技術で作られたクローン人間に襲われて姿を消したり、クローン人間が所々でダンサーや怪物に変身するなど、従来の『クレヨンしんちゃん』の映画にはないホラーでショッキングでサスペンスな描写が続くが、終盤はギャグで締められる。本作の舞台はしんのすけたちが住んでいる春日部のみで、広範囲にわたって展開されている例年の劇場版作品と比較すると規模が小さい。しかし、ジャッキーが「最初に事件が起こったのはアメリカ・カリフォルニア州のサンタモナカ。次はメキシコ、カナダ…、春日部シティは6番目の町」と発言しているので、事件の中核となる“世界サンバ化計画”は世界的なものである。サンタモナカで起きた最初の事件（サンバ・カーニバル）はニュースで中継され、物語の序盤で野原一家がそのニュースを見るシーンがある。この時、中継映像のニュース・キャスターの後ろにジャッキーがチラリと映っている。
本作の脚本は記念すべき第1作『アクション仮面vsハイグレ魔王』以来となる、もとひら了が手がけた。もとひらはこれを置き土産にアニメ業界を去り、僧侶となった。
作中に「ツンデレ」という言葉がでてくるなど、劇場版ならではの監督の趣味要素が見られる。監督自身が溺愛しているという風間トオルの出番も特に多く描写されている。本作では、しんのすけたちがいつも着用している私服姿の描写が少なく、幼稚園のスモックで行動するのが、非常に多く描写されている。また本作の特徴の一つとして、他の劇場版では殆ど出番のない、地上波アニメ版の脇役を務めるキャラの活躍が多めに描かれるという異例の展開が見られる。
劇中に登場する組織「SRI」は、1968年に製作された特撮ドラマ「怪奇大作戦」を始め、いくつかの円谷作品に登場する架空の組織のパロディ。ただしこちらは、科学捜査研究所（Science Research Institute）の略称。「ジャクリーン・フィーニー」の名は、本作がジャック・フィニイの小説「盗まれた街」（The Body Snatchers）にヒントを得ていることを示している。
本作ではまつざか梅先生（ばら組担任）の「自分を犠牲にし、園児（かすかべ防衛隊の野原しんのすけ、風間トオル、桜田ネネ、佐藤マサオ、ボーちゃんの5人）を守る」という勇敢なシーンが描かれた。前述どおり、脇を固めるキャラの活躍頻度が高めな本作であるが、まつざかが劇場版でこういった活躍を見せるのは初めてのことである（もっとも彼女は元々、根は園児想いの義理人情に厚い性格である）。
もえPと葉月が劇場版に初登場している。
本作以降の鳩ヶ谷ミッチー役は第11作『嵐を呼ぶ 栄光のヤキニクロード』まで担当した草地章江に代わり、2004年6月から同役を引き継いだ大本眞基子が担当する。
第5作目『暗黒タマタマ大追跡』以来となる、出演者によるタイトルコールが復活した。
本作は、劇場版『クレヨンしんちゃん』シリーズとしては最後のVHSビデオ版発売作品となった。

## あらすじ
よしながみどり、まつざか梅、上尾ますみの三人は居酒屋で話をしていた。まつざかは幼稚園のお遊戯会の出し物としてサンバを踊ろうと提案するが、他の二人は難色を示す。やがて三人は解散してそれぞれの家路に着いたが、人気のない夜道を一人歩いていたよしながは途中で何者かにつけられていると感じ走り出す。そして踏切を渡ったところで、自分そっくりの人間に捕まってしまう。
ある朝、しんのすけはいつものように幼稚園のお迎えバスを待たせていた。すると、バスからやけにノリの良いよしなが。しんのすけは不思議に思いながらもバスに乗り、幼稚園に向かう。幼稚園の休み時間、マサオは「あいちゃんの様子がおかしい」と語る。確かに酢乙女あいは、いつもは無関心なはずのマサオに対しやけに優しかった。マサオが「本物そっくりだけど、本物じゃない」と力説すると、ボーちゃんは「そっくりなニセモノが出没し、本物の人間はいつのまにか姿を消してしまう」という“カスカベ都市伝説”を語り一同を怖がらせた。
数日後、野原一家は大型スーパーマーケットに出かける。迷子になったしんのすけは、みさえとひまわりが2組いるという奇妙な光景を目撃する。しんのすけはニセモノのみさえにお菓子をたくさん買ってあげると言われ捕まりそうになるが、「ツンデレ」と書かれたジャージを着た女性に助けられる。しんのすけが本物のひろしとみさえの元に戻ると、二人も「もう一人の自分に見られているような気がする」と思い始めていた。
そしてその気のせいはついに現実のものとなる。幼稚園で前々から様子のおかしかったよしながと園長先生が、お遊戯会の出し物でサンバを踊ろうと言いだし、曲が流れた途端に踊り出した。どうやらこれはニセモノの習性らしく、あいや黒磯、他の園児達も踊っている。自分たち以外の先生や園児が全員ニセモノに成り代わられていた事を知ったまつざか、上尾、かすかべ防衛隊は危機を察知し幼稚園から逃げ出そうとするが、上尾はニセモノの黒磯の誘惑に負けて捕まってしまい、まつざかはしんのすけたちを逃がすために囮になり捕まってしまう。

その頃、ひろしも会社で同僚の川口の頭に定規が刺さっても平気なことからニセモノに成り代わられていることに気付いていた。帰宅時、ひろしはニセモノの川口と謎の人物達に捕らえられそうになり、必死の思いで逃げ出したが、家に着くともう一人のひろしがしんのすけと入浴していた。二人のひろしはどちらが本物か証明するために戦いを繰り広げ、最終的に股間の痛さの感じ方で決着がつき正体を見破られたニセモノのひろしは逃げ出した。一安心するひろしだったが、突然シロがしんのすけを睨みつけ、目の前で「チンチンカイカイ」をしてみせる。だが、しんのすけはそれが何か知らなかった。何とニセモノのひろしと入浴していたしんのすけもニセモノだったのだ。ニセモノのしんのすけは正体を見破られるとそのまま逃げ出した。
その頃、本物のしんのすけとかすかべ防衛隊のメンバーは公園に集まっていたが、まつざかと上尾が自分達の眼前で捕まったのを目撃したにもかかわらず、現状を断固として信じない風間は帰宅。他の隊員も、親たちの様子がおかしければもう一度公園に集まる事を約束して解散する。そして、風間は自宅でニセモノの風間とママに捕まってしまう。
野原家はニセモノの川口に再び見つかり、家に籠城しようとするも、ニセモノのひろしとニセモノの川口に阻止されてしまう。敵に囲まれて絶体絶命になったそのとき、1台の車が野原宅に突っ込んでくる。車には本物のしんのすけと、以前彼を助けたジャージの女性が乗っていた。女性は SRI（Sambano Rhythm Iine：「サンバのリズムいいネェ～」の略）という組織の特捜員で、名前を「ジャクリーン・フィーニー」・通称「ジャッキー」という。しんのすけたちは車に乗り込み、公園でニセモノの風間と謎の人物達に捕まりそうになっていたネネ、マサオ、ボーちゃんを間一髪で助け出した。
しかしその後、ジャッキーの分析で野原一家とネネ・マサオ・ボーちゃんを除く春日部の住人は既に全員ニセモノに成り代わられていたことが判明する。更にニセモノたちは虎視眈々としんのすけやジャッキーが乗ったSRIの車を狙っていた。そこで一同は春日部を脱出して隣町に逃げ込もうと考えかすかべ山の山道を通って脱出を図るが、その途中でヨシりんやミッチーに襲われ、なんとか逃げられたが、その後、バーのママたちに襲われついに捕まってしまう。近くの小屋に連行されたしんのすけたちは、その中がコンニャク工場であり、ここで生産されているコンニャクこそがニセモノの正体だったことを知る。ニセモノの正体はバイオテクノロジーの権威・アミーゴスズキが作り出した「コンニャクローン」という技術によって生み出されたコンニャクを素材とするクローン人間で、この工場で大量のニセモノが生産され、行方不明になっていた本物の人々はアミーゴスズキが放ったコンニャクローンたちに捕まっていたのだった。
アミーゴスズキと対峙し、危機一髪となったしんのすけ一行だったが、そこへジャッキーたちSRIがシロの助けをかりて突入。ジャッキーを殿にアミーゴスズキから逃げ出した一行は、地下室で強制的にサンバを踊らされていた本物の春日部の仲間や市民達を発見し、救い出す。一方ジャッキーは、アミーゴスズキとのダンス対決に苦戦していたが、その場に駆けつけたしんのすけの「おしりさんば」によって、自分だけのサンバを踊るよう勇気づけられたジャッキーは、再びペースを取り戻し、それら見ていた春日部の市民達も踊りだし、しんのすけたちが春日部音頭を踊り始めたことから形勢が逆転、アミーゴスズキは春日部市民たちの音頭の前に圧されてしまう。「みんなと」踊ることへの楽しさに目覚めかけたアミーゴスズキだったが、部下のチコが独断でジャッキーを狙撃してしまう。応戦するかたちでSRIの隊員が放った弾丸によって、アミーゴスズキのサンバステージは崩壊する。ステージの残骸にあゆみよるジャッキーらの前に立ち上がったのはジャッキーそっくりの顔をもつアミーゴスズキだったが、直後彼女の身体はコンニャクに覆われる。コンニャクが流れ落ちた後に現れたのは果たしてジャッキーの父で、本来の姿の「アミーゴスズキ」であった。
アミーゴスズキとジャッキーは和解を成し遂げ、父娘としんのすけたちはサンバを踊るのだった。

## 登場人物
ジャクリーン・フィーニー（ジャッキー）
アミーゴスズキを追う謎の美女。目つきが鋭く、常にポーカーフェイスを保っている。髪は明るい茶色のセミロング。SRI（サンバの・リズム・いぃネェ〜）という組織の一員で、コンニャクローン達から野原一家を何度も救う。「ツンデレ」と書かれたジャージを着用しているが、性格はどちらかというとクールである。回し蹴り、車の運転など、運動能力に非常に長けている。背が高くスレンダーな体型だが胸は大きい。
モデルは本作の主題歌を歌う倖田來未である。
エンディングでは他のSRIのメンバーと共に壊した野原家を直した。
アミーガスズキ
コンニャクローンの開発者。今回の事件の黒幕。サンバダンサーの格好をした黒髪の女性で、マスクで素顔を隠している。素顔はジャッキーに酷似しているが、それはコンニャクで作った偽物の体で、真の姿はパンツのみを身に着け腹に毛で「ギャラン道」と書いた痩身の男性「アミーゴスズキ」（後述）である。
「世界サンバ化計画」なる計画を進めており、コンニャクローン達を世界中に解き放って本物の人々と次々にすり替わらせていた。
アミーゴスズキ
アミーガスズキ（前述）の正体。
ジャッキーの実父で、サンバの美容・健康効果を求めるうちに今回の事件を引き起こした。ジャッキーとのサンバ対決に敗れた後、正体を現し娘と和解した。
チコ
アミーガスズキの側近。アフロが特徴の男（しかし、本編ではマスクを着用しているため、彼のアフロが見られるのはDVDのキャラクター設定資料のみ）。
終盤のジャッキーとアミーガスズキのサンバ対決の最中、独断でジャッキーを狙撃。結果的に敗因を作ることになった。

## 登場する兵器等
コルト・ガバメント
ジャッキーの自動拳銃。
H&K MP5SD
ジャッキーの短機関銃。 H&K MP5自体は他のSRI隊員や過去の劇場版『クレヨンしんちゃん』の登場人物も使っているが、彼女のものはサプレッサーとドラムマガジンを付けているので印象が違う。マガジンを交換することで、コンニャクローン溶解用の特殊水鉄砲としても通常の短機関銃としても使える。
H&K MP5
SRI隊員の装備。マガジンを交換することで、コンニャクローン溶解用の特殊水鉄砲としても通常の短機関銃としても使える。
Uzi
チコの短機関銃。
フォルクスワーゲン・タイプ2 T1マイクロバス
ジャッキーが捜査に使用しているレトロな車で、SRIの備品。外観は市販車と変わらないが、内部は特殊車両に改造されており、コンピュータやセンサー類が多数搭載されている。データベースの閲覧やメールの送受信に使うコンピュータのデスクトップのGUIはMac OS Xのものになっている。また、フロント中央のフォルクスワーゲンのマークはSRIのロゴに変更されている。
コンニャクローン
バイオテクノロジーによってアミーゴスズキが生み出したクローン。普通のコンニャクを人型に切り、それを謎の液体に浸すと奇声を上げながら自ら動くようになり、それに特別な味噌をつけてプレス機で押しつぶすと、特定の人物とそっくりになる。
見た目は本物と全く見分けが付かないが、全てをコピーできる訳ではなく「本物と違って明るくノリの良い性格になる」「音楽を聴くと踊り出す」「いつもの癖などを知らない」等の違いがある。体組織が非常に柔らかく打撃などではまったくダメージを与えられないが、あまりにも強い打撃を喰らうと身体が変な方向に曲がってしまう。また、劇中では風間の母のクローンのみが怪物のような異形な顔に変貌させていた。
「尻小玉」を抜かれるかアミーゴスズキが指を鳴らすと空中へと打ちあがって花火のように爆発する他、SRIの特殊な液体をかけられると瞬時に熔解してしまう。コンニャクローンが踊ると本物の人物も無理矢理踊らされる。アミーゴスズキの秘密基地内では連れ去られた人物全員が踊らされていた。

## キャスト
- 野原しんのすけ - 矢島晶子
- 野原みさえ - ならはしみき
- 野原ひろし - 藤原啓治
- 野原ひまわり - こおろぎさとみ
- 風間くん、シロ[2] - 真柴摩利
- ネネちゃん - 林玉緒
- マサオくん - 一龍斎貞友
- ボーちゃん - 佐藤智恵
- ジャクリーン・フィーニー（ジャッキー） - 渡辺明乃
- アミーガスズキ - 田島令子
- 園長先生 - 納谷六朗
- よしなが先生 - 高田由美
- まつざか先生 - 富沢美智恵
- 上尾先生 - 三石琴乃
- 風間くんのママ - 玉川紗己子
- マサオくんのママ - 大塚智子
- 酢乙女あい - 川澄綾子
- 黒磯 - 立木文彦
- チコ - 中江真司
- 川口 - 中村大樹
- ヨシリン - 阪口大助
- ミッチー - 大本眞基子
- 団羅座也 - 茶風林
- もえP - 野川さくら
- 葉月 - 倖月美和
- バーのホステス - 後藤史彦
- アミーゴ軍団 - 川中子雅人、福崎正之
- 園児 - 友永朱音、足立友
- オカマバーのママ、長州小力[2] - 長州小力
- SRI隊長 - セイン・カミュ
- アミーゴスズキ - 池田秀一

## スタッフ
| 原作                             | 臼井儀人 (らくだ社) |
| 脚本                             | もとひら了 |
| 作画監督                         | 原勝徳 大森孝敏 針金屋英郎 間々田益男 |
| キャラクターデザイン             | 原勝徳 |
| 美術監督                         | 川口正明 古賀徹 |
| 撮影監督                         | 梅田俊之 |
| 編集                             | 岡安肇 岡安プロモーション 小島俊彦 中葉由美子 村井秀明 尾形美保 藤本理子 |
| ねんどアニメ                     | 石田卓也 |
| 音楽                             | 若草恵 荒川敏行 丸尾稔 |
| 録音監督                         | 大熊昭 |
| チーフプロデューサー             | 茂木仁史 太田賢司 生田英隆 |
| 監督                             | ムトウユージ |
| 絵コンテ                         | ムトウユージ きむらひでふみ 増井壮一 平井峰太郎 |
| 演出助手                         | 平井峰太郎 |
| 原画                             | 高倉佳彦 林静香 和泉絹子 牧原亮太郎 末吉裕一郎 大塚正実 増田敏彦 松山正彦 茂木琢次 山口保則 長谷川哲也 赤田信人 植村淳 大城勝 山口明子 加来哲郎 大杉宣弘 松下浩美 石井智美 平川哲生 吉田正幸 高橋晶 奥野浩行 橋本英樹 原田節子 松本昌子 吉田徹 亜加木博秋 霜山朋久 小島彰 重本雅博 西澤千恵 辻理恵子 松田博美 角張仁美 樋口善法 鈴木勤 谷口淳一郎 中原清隆 金子志津枝 原勝徳 大森孝敏 針金屋英郎 間々田益男 |
| 動画                             | 京都アニメーション 中峰ちとせ 清原美枝 村山健治 中野恵美 佐藤綾 栗田智代 木透富子 定村ゆきな 黒田久美 藤田奈緒子 黒田比呂子 紅林誉子 大橋由巳 大川由美 棗田麻奈美 檜垣彰子 古川かおり 川崎洋平 井上真希 遠藤亜矢子 樫原教子 冨田亜紗子 細田はな 池田さやか 羽根邦広 多田夏美 大橋勇吾 佐藤達也 引山佳代 じゃんぐるじむ 八木綾乃 門田明与 松田晃司 妻藤一治 荒木香菜子 長嶺勝啓 鈴木啓子 細井智矛 西村美幸 石田光 スタジオ九魔 河合雅子 丹羽信礼 長谷部ひとみ 望月美幸 五十嵐直子 櫻井司 佐藤正博 K Denpeechar Pajarean Neng Chanapimat Saksy Beng Pisarn Chusuttiskul Gift Phongphan Klinsukhon スタジオたくらんけ OH!プロダクション GAINAX P.A.WORKS あにまる屋 動画工房 アニメスポット 夢弦館 遊歩堂 ブレインズ・ベース A.P.P.P A.I DIGITAL ENGINE Triple A 原佳寿美 武口つるみ 加来由加里 原口ちはる 山西晃嗣 澤田裕美 八木郁乃 高貫千津 田中保美 |
| 動画チェック                     | 小原健二 |
| 動画チェック補                   | 吉田浩美 |
| 色彩設計                         | 野中幸子 |
| 色指定                           | 蝦名佳代子 |
| 特殊効果                         | 干場豊 (アニメフィルム) |
| 仕上                             | 京都アニメーション 竹田明代 下浦亜弓 高木理恵 三浦理奈 津田幸恵 今泉ひとみ 宮田佳奈 江田美穂子 北岡なな子 木村好子 川合靖美 宿谷葉子 山森愛弓 嶋智子 相澤朝子 佐々木祥子 一之瀬益美 田口真由美 小浦千代美 瀬波里梨 宇野静香 永安真由美 石原裕介 豊澤綾 ライトフット 今泉ひろみ 松浦友紀 吉村恵子 竹之内咲子 光井朋夏 渡辺桂子 守屋理恵 井口美幸 黒木智子 玉木千春 濱田みゆき 澤田清香 渡辺美穂 山崎大輔 石塚一規 井上喜代美 Wish 石川直樹 伊藤敦子 水巻みゆき 堀川直子 寺島伸弥 竹野裕美 村上由恵 岡宮志帆 古河寿子 オフィスフウ 飯島理恵 宇佐見雅子 斎藤あや子 島田信行 鈴木仁子 高木美恵 早川恵美 トレーススタジオM 松尾めぐみ 合田慧子 丸山鮎美 鈴木瑞穂 |
| 背景                             | スタジオユニ 岡部真由美 楠元祐也 榊枝利行 石黒恵美子 高橋佐知 越膳滝美 長谷川正史 平良亜梨沙 アトリエローク 下山和人 沼井信朗 工藤剛一 AGUNG OKA ARUTANA 川口晴美 森元茂 堀井美奈子 加藤美紀 張美洲 渡辺美穂 |
| コンポジット撮影                 | アニメフィルム 手塚智鶴子 井上江美 大森美奈子 下村博文 羽鳥貢 山田廣明 倉田佳美 木次美則 鈴木浩司 熊谷正弘 |
| 撮影協力                         | ライトフット 箭内光一 河合有紀子 角野弘明 開陽子 熊井裕士 大崎由紀子 白井翼 牧野真人 |
| ねんどクルー                     | 石田尚美 市川明恵 上田祐美 倉本美枝 鈴木徹 宮前忠 (照明) |
| CGI                              | つつみのりゆき 福田寛 (アニメフィルム) 柏原健二 |
| 音響制作                         | AUDIO PLANNING U |
| 音響制作デスク                   | 中村友子 |
| 録音スタジオ                     | APU MEGURO STUDIO |
| 1stミキサー                      | 大城久典 |
| 2stミキサー                      | 内山敬章 |
| 音響効果                         | フィズサウンドクリエイション |
| 効果                             | 松田昭彦 原田敦 |
| 効果助手                         | 庄司雅弘 鷲尾健太郎 北方将実 |
| 音楽協力                         | イマジン 斉藤裕二 |
| スコアミキサー                   | 中村充時 |
|                                  | ドルビーデジタル・サラウンドEX 一部上映館を除く |
| ドルビーフィルム・コンサルタント | 河東努 森幹生 コンチネンタルファーイースト(株) |
| デジタル光学録音                 | 西尾昇 |
| 連載                             | 双葉社 月刊まんがタウン jourすてきな主婦たち まんがタウンオリジナル |
| 編集データ管理                   | 三宅圭貴 |
| 現像                             | 東京現像所 |
| DS-NitrisHD                      | 豊田進 金沢佳明 山本洋平 野崎千夏 金高明宏 |
| タイミング                       | 井出義雄 |
| プロデューサー                   | 和田泰 西口なおみ (テレビ朝日) すぎやまあつお (ADK) |
| アシスタント プロデューサー      | 大澤正享 |
| 制作デスク                       | 吉田有希 馬渕吉喜 |
| 制作進行                         | 岡田麻衣子 鈴木洋介 鈴木健一 永田雄一 山崎智史 |
| 制作委員会                       | テレビ朝日 濱田千佳 杉山登 ADK 小川邦恵 萬代知 |
| 制作                             | シンエイ動画 テレビ朝日 ADK |
|                                  | ©臼井儀人/双葉社・シンエイ動画・テレビ朝日 2006 |

## 主題歌
- オープニングテーマ - 「ユルユルでDE-O!」
  - 作詞 - ムトウユージ／作曲・編曲 - 中村康就／歌 - 野原しんのすけ（矢島晶子）（コロムビアミュージックエンタテインメント）
- エンディングテーマ - 「GO WAY!!」
  - 作詞・歌 - 倖田來未／作曲・編曲 - 小松寛史（rhythm zone）

## DVD・Blu-ray
- DVD - 2006年11月24日にバンダイビジュアルより発売。なお4年後には定価を下げたいわゆる康価版が発売されている。
- Blu-ray - 2023年8月30日にバンダイビジュアルより発売。

## テレビ放送
- 2007年4月13日にテレビ朝日系列で、ディレクターズカット版を放送。本編の1/3が省略された。
- 本作から第20作目『嵐を呼ぶ!オラと宇宙のプリンセス』まではエンディングカットでテレビ放送される。

## その他
- ひろしがアミーゴ軍団から逃亡する場面で、前作（『伝説を呼ぶブリブリ 3分ポッキリ大進撃』）の題名の一部である「3分ポッキリ」と書かれた看板が登場している。このような看板は次作の『クレヨンしんちゃん 嵐を呼ぶ 歌うケツだけ爆弾!』にも登場する。次作には今作のタイトルの一部、「アミーゴ」と書かれている。
- 主題歌を担当した倖田來未はその後、当番組の12代目のオープニングテーマである「Hey baby!」を担当している。